# 乗竹孝太郎
乗竹 孝太郎（のりたけ こうたろう、万延元年8月15日（1860年9月29日） - 明治42年（1909年）1月5日）は、明治期の指導的評論家、『東京経済雑誌』第2代社長。号は粛堂。

## 経歴
但州（豊岡県）出石藩士の家に生まれる。父祖は藩の家老を勤めた名門の出であった。
藩命により明治8年（1875年）に慶應義塾に入学。在学中に尺振八の知遇を得て共立学舎の助教となる。1879年（明治12年）1月『東京経済雑誌』の創刊当初より田口卯吉を助けてその編集に当たる。早くから沼間守一、田口卯吉、島田三郎らの自由民権結社の「嚶鳴社」に加わる。傍ら田口と輿論社を起こし、『東京興綸新誌』を主催。明治21年（1888年）に横浜正金銀行に入行し、書記課長兼秘書役や文書課長を歴任する傍ら明治法律学校で理財学を担任。
明治38年（1905年）には田口の後を受けて『東京経済雑誌』社長。全国各地で学術経済演説会を開き、富国の道を輪出工業の発展に求め、自由貿易的観点からの論陣を張った。死去に際して「乗竹社長の葬儀」は12月8日の葬儀者500余名の中の重な人々の氏名をかかげ、島田三郎などが参列した。乗竹の死後も、『経済雑誌社』は1923年(大正12年)まで発行されている。

## 著書
- 『英国憲法史』
- 『貨幣論集』
- 『貨幣論　粛堂遺稿』
- 『銀行論』
- 『経済学　粛堂遺稿』